# James Sowerby
James Sowerby (Londres, 21 de marzo de 1757 - 25 de octubre de 1822) fue uno de los más grandes ilustradores y grabadores ingleses. 

## Biografía
James Sowerby es el padre de una saga dedicada a la ilustración y al grabado y con una profunda vocación naturalista. Era hijo de John y de Arabella, una anciana familia de Yorkshire. Estudió arte en la Royal Academy. 
Se casa en 1786 con Anne Brettingham De Carle, unión que dará tres hijos: James DeCarle Sowerby (1787-1871), George Brettingham Sowerby (1788-1854), y Charles Edward Sowerby (1795-1842), y que continuaron con la obra de su padre publicando obras como "Mineral Conchology of Great Britain, Genera of Recent and Fossils Shells". Asimismo varios de sus nietos e incluso bisnietos siguieron la tradición familiar ampliando las publicaciones existentes e incluso editando otras nuevas.

## Su obra
En 1790 inicia la publicación de la "English Botany, A Catalogue of Indigenous British Plants", obra sobre botánica en la que él mismo se encarga de la ilustración, grabado y edición. Esta ambiciosa obra es publicada por partes y posteriormente se edita completa en 36 volúmenes con un total de 2592 láminas grabadas en planchas de cobre y coloreadas a mano.En 1797 inicia una nueva obra dedicada a los hongos, "Coloured Figures of English Fungi or Mushrooms", que contiene 440 grabados.
Entre 1802 y 1820 se embarca en la publicación de otra gran obra "British Mineralogy" publicada en cinco volúmenes a los que posteriormente se añadiría un suplemento de dos volúmenes.
Los grabados contenidos en ambas obras, "English Botany" y "British Mineralogy", son auténticas obras de arte, que sin embargo resaltan por su minuciosidad y gran valor botánico, habiendo servido de base para multitud de estudios científicos.

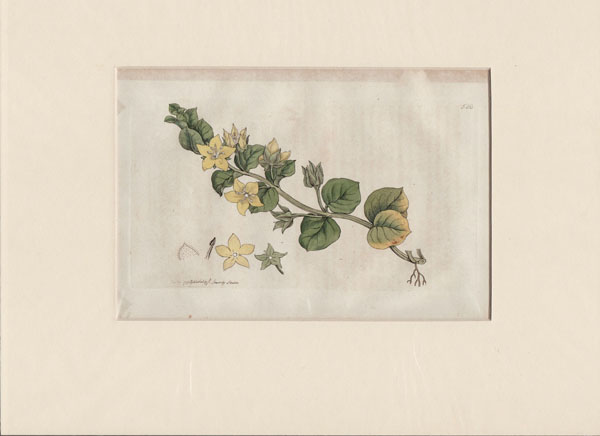
Imagen de un grabado de James Sowerby.